# Římskokatolická farnost Moravský Krumlov
Římskokatolická farnost Moravský Krumlov je územní společenství římských katolíků s farním kostelem Všech svatých v městě Moravský Krumlov.

## Historie farnosti
Farní kostel Všech svatých je pravděpodobně nejstarší církevní stavba ve městě. Kostel byl postaven v roce 1248 a původně zasvěcen svatému Vavřinci. V době třicetileté války při požáru města kostel vyhořel a z původní gotické stavby zůstalo jen kněžiště, průčelní brána a spodní část věže. Roku 1646 byl chrám přestavěn. Další úpravy stavby byly provedeny roku 1785 v barokním slohu.

Kostel svatého Bartoloměje byl založen spolu s klášterem augustiniánů v polovině 14. století. Roku 1423 v době husitských válek byl klášter opuštěn a stavby pobořeny. Řeholníci se do něj sice vrátili, ale v následujícím období se zde postupně vystřídalo několik řeholních komunit, roku 1786 za Josefa II. byl klášter zrušen. 
Jednou z dominant města je kaple svatého Floriana na kopci nad městem. Byla dostavěna roku 1697. Roku 1809 byla kaple znesvěcena a zpustošena francouzským vojskem, obnovena byla v roce 1934. V 60. letech 20. století byla po opakovaném poničení interiéru uzavřena. Po roce 1989 byly obnoveny tradiční květnové poutě na svatého Floriána. Kaple byla opravena, otevírá se několikrát ročně v době pouti a bohoslužeb. Občas se zde konají i koncerty vážné hudby. 

## Duchovní správci
1. srpna 2009 se stal farářem R. D. Mgr. Pavel Bublan, který byl zároveň děkanem moravskokrumlovského děkanství. Spolu s ním byl od 1. srpna 2014, po přeložení P. Pavla Krče, do farnosti ustanoven farní vikář P. Mgr. Michael Maria Roman Frič, OCart. K 1. květnu 2018 se stal farářem, a současně děkanem moravskokrumlovského děkanství, R.D. Mgr. Pavel Vybíhal. P. Pavel Bublan dostal nové působiště ve Znojmě a P. Roman Frič v Židlochovicích.

## Bohoslužby
| Kostel         | Místo            | Bohoslužba (den)                                                | Hodina                                                                         | Poznámka        |
| -------------- | ---------------- | --------------------------------------------------------------- | ------------------------------------------------------------------------------ | --------------- |
| Všech svatých  | Moravský Krumlov | neděle pondělí úterý středa čtvrtek pátek První sobota v měsíci | 9.00 7.00 (zima) 17.00 (zima)/18.00 (léto) 7.00 17.00 (zima)/18.00 (léto) 8.00 | farní kostel    |
| sv. Bartoloměj | Moravský Krumlov | pondělí                                                         | 7.00 (léto)                                                                    | filiální kostel |
| sv. Vavřince   | Rakšice          | sobota                                                          | 18.00                                                                          | filiální kostel |
| sv. Leopolda   | Rokytná          | 3. středa v měsíci                                              | 17.00 (zima)/18.00 (léto)                                                      | filiální kostel |

## Aktivity farnosti
Adorační den a den vzájemných modliteb s Arcibiskupským kněžským seminářem Olomouc připadá na 9. listopadu.
Ve farnosti se pravidelně pořádá tříkrálová sbírka, farní ples, pouť ke sv. Floriánovi, lidové pobožnosti (křížová cesta, májová), farní poutě a další.